# Лиса и дрозд (мультфильм)
«Лиса и дрозд» — советский рисованный мультфильм 1946 года, одна из популярных мультисторий режиссёра Александра Иванова.

## Сюжет
Дрозды свили гнездо на берёзе, и у них вылупились птенцы. Но тут пришла Лиса и пригрозила, что ударит хвостом по берёзке, гнездо растрясёт и всех съест. Дрозд пообещал, что накормит Лису пирогами и мёдом, только надо дойти до большой дороги. И верно вскоре на дороге показались бабка с корзиной пирогов и внучка с горшочком мёда. Дрозд прикинулся, что у него подбито крылышко. Девочка и бабка бросились его ловить, а лиса съела пироги и застряла головой в горшке с мёдом. Дрозд улетел, а бабка замахнулась палкой и попала по горшку. Лиса убежала, вернулась к берёзе и стала её трясти. Тогда Дрозд пообещал Лисе, что угостит пивом. На дороге появился мужик в повозке с бочонком пива. Дрозд сел лошади на голову и напугал её так, что лошадь понеслась, бочонок выпал и пиво потекло. Лиса напилась допьяна, вернулась к берёзке и стала требовать, чтобы дрозд рассмешил её. Дрозд стал петь весёлые песенки и заманил Лису туда, где её поймали собаки. Семейство дроздов было счастливо, что наконец избавилось от Лисы.

## Создатели
| сценарий                  | Георгий Гребнер |
| режиссёр                  | Александр Иванов |
| художники-постановщики    | Геннадий Филиппов, Е. Малолетков |
| оператор                  | Николай Воинов |
| композитор                | Владимир Кочетов |
| звукооператор             | С. Ренский |
| художники-мультипликаторы | Дмитрий Белов, Михаил Ботов, Борис Дёжкин, Фаина Епифанова, Григорий Козлов, Валентин Лалаянц, Борис Петин, Татьяна Фёдорова, Николай Фёдоров, Геннадий Филиппов |
| художники                 | Елена Танненберг, Н. Верещагина, В. Завилопуло, Ефим Верлоцкий                                                                                                   |
| ассистенты                | Фёдор Гольдштейн, Е. Нейд |

- Создатели приведены по титрам мультфильма.

## Награды
- 1947 — VIII Международный Кинофестиваль в Венеции — Диплом.[2]